# Zuidermeer
Zuidermeer (52° 40′ N, 4° 59′ L) é uma cidade dos Países Baixos, na província de Holanda do Norte. Zuidermeer pertence ao município de Koggenland, e está situada a 6 km, a oeste de Hoorn.
A área de Zuidermeer, que também inclui as partes periféricas da cidade, bem como a zona rural circundante, tem uma população estimada em 480 habitantes.

## Imagens da cidade

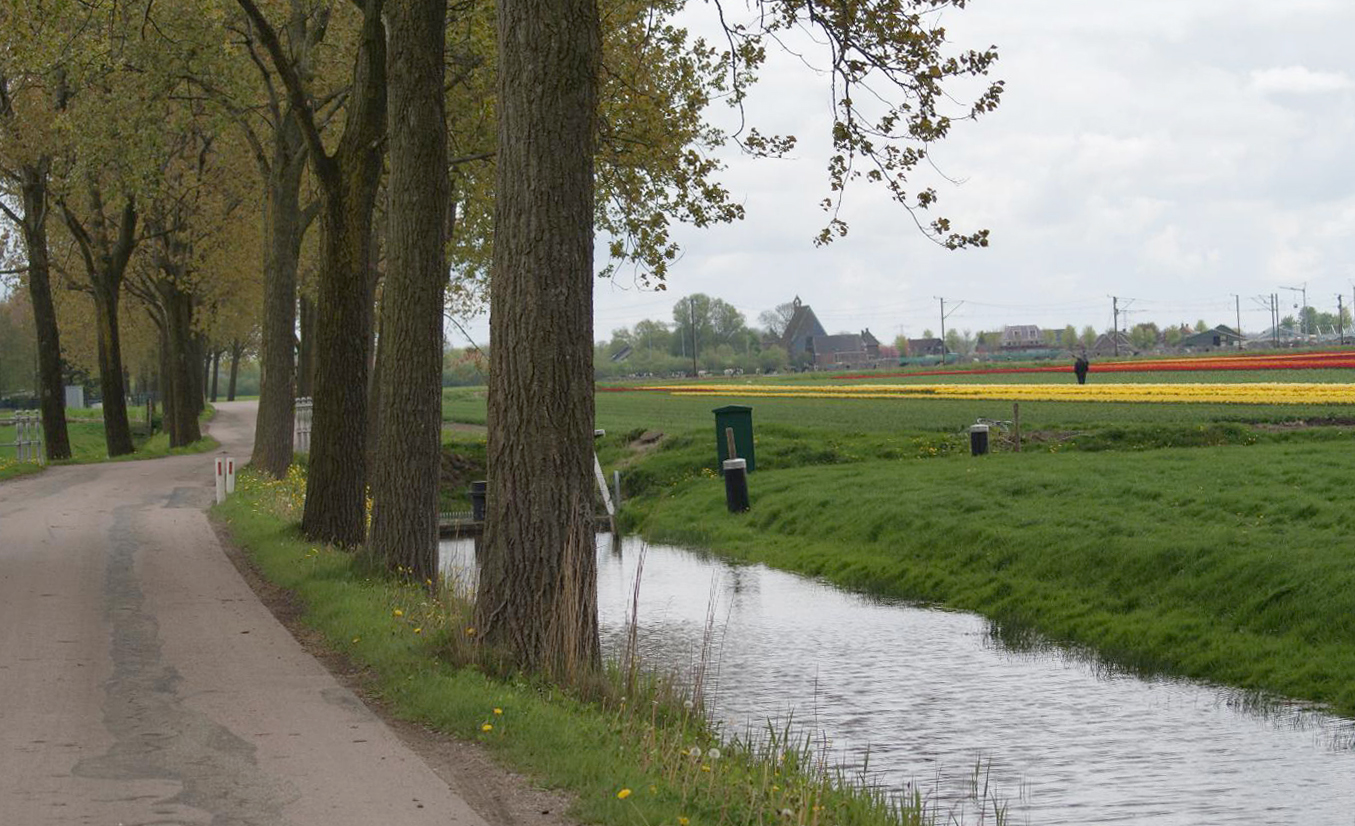
Uma estrada em Zuidermeer
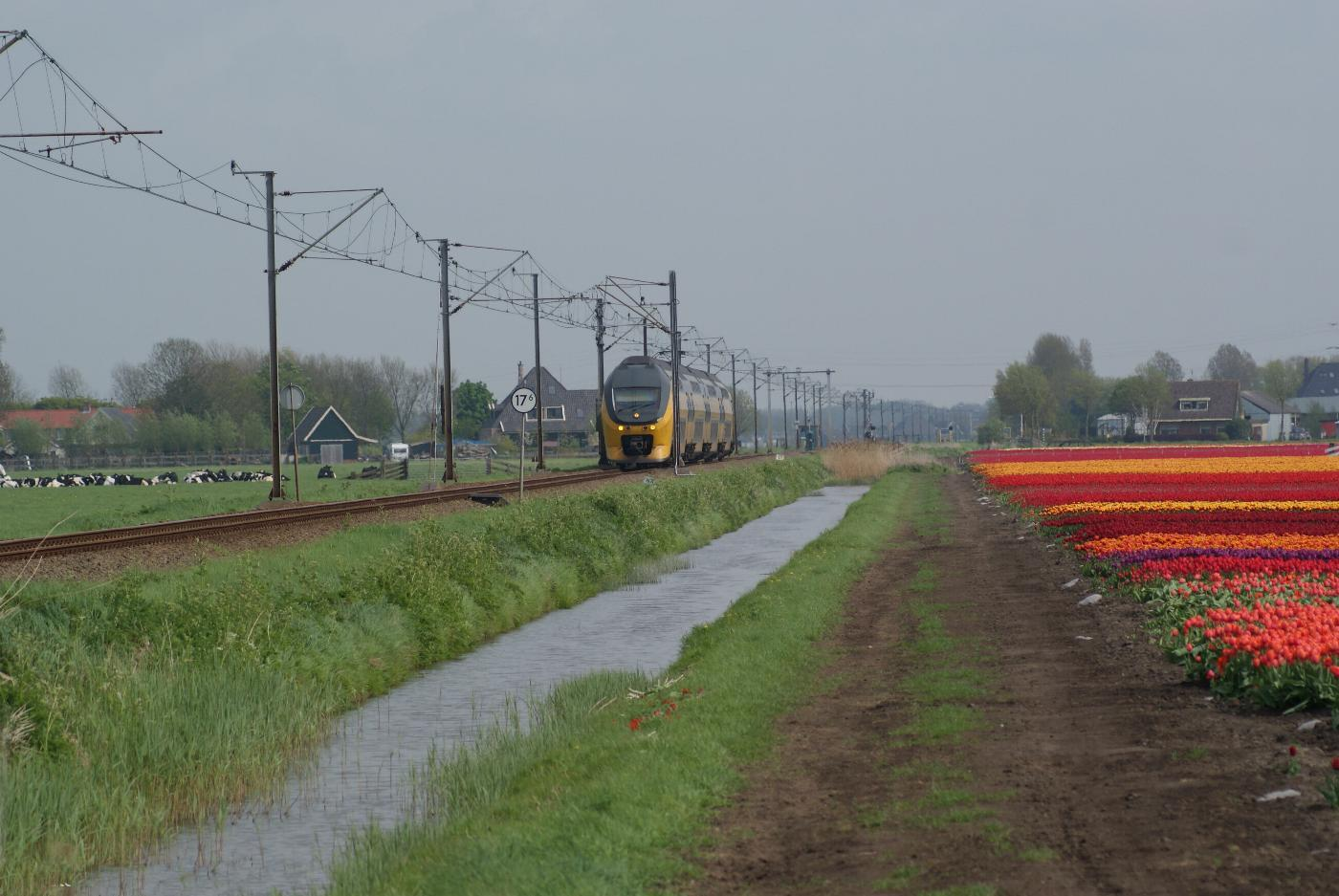
Panorama em Zuidermeer